# These Days (Album)
These Days (englisch für: „Heutzutage“) ist das sechste Studioalbum der US-amerikanischen Rockband Bon Jovi, welches 1995 veröffentlicht wurde.

## Hintergrund
Während der These-Days-Tour spielten Bon Jovi 17 Mal in Deutschland, so häufig wie noch nie, und den Rekord haben sie bis heute noch nicht gebrochen. Insgesamt spielten sie während der Tour über 120 Konzerte in über 30 verschiedenen Ländern.
In den Jahren nach diesem Album machte die Band eine Pause. In dieser Zeit konzentrierten sich die Bandmitglieder Jon Bon Jovi und Richie Sambora auf ihre eigene Karriere und brachten je ein Solo-Album heraus.

## Musikalischer Stil
Musikalisch unterscheidet sich das Album reichlich von den Vorherigen, denn die Musik ist dunkler, trauriger, ab und zu schon depressiv, im Gegensatz zu Slippery When Wet oder New Jersey, die viel eher gute Laune und Kraft spendeten. Auch eine Power-Ballade, wie Bed of Roses oder Always, ist in dem Sinne nicht zu finden. Selbst This Ain’t a Love Song ist eher melancholisch und resignierend als kraftvoll.

## Titelliste
1. Hey God (6:10) (Jon Bon Jovi, Richie Sambora)
2. Something for the Pain (4:46) (Bon Jovi, Sambora, Desmond Child)
3. This Ain’t a Love Song (5:06) (Bon Jovi, Sambora, Child)
4. These Days (6:26) (Bon Jovi, Sambora)
5. Lie to Me (5:33) (Bon Jovi, Sambora)
6. Damned (4:27) (Bon Jovi, Sambora)
7. My Guitar Lies Bleeding in My Arms (5:41) (Bon Jovi, Sambora)
8. (It’s Hard) Letting You Go (5:50) (Bon Jovi)
9. Hearts Breaking Even (5:05) (Bon Jovi, Child)
10. Something to Believe In (5:26) (Bon Jovi)
11. If That’s What It Takes (5:17) (Bon Jovi, Sambora)
12. Diamond Ring (3:47) (Bon Jovi, Sambora, Child)

### Bonustracks vieler internationaler Editionen
1. All I Want Is Everything (5:16) (Bon Jovi, Sambora)
2. Bitter Wine (4:34) (Bon Jovi, Sambora)

### Bonustracks weniger amerikanischer Editionen
1. All I Want Is Everything (5:23) (Bon Jovi, Sambora)
2. Como Yo nadie Te Ha Amado (5:03) (Bon Jovi, Sambora, Child)

### Bonustracks der Special Edition von 2010
1. This Ain’t a Love Song (Live) (7:13) (Bon Jovi, Sambora, Child)
2. Diamond Ring (Live) (4:42) (Bon Jovi, Sambora, Child)

### Bonus-CD der französischen Special Edition 1995
1. Always (Live) (5:52) (Bon Jovi)
2. Good Guys Don’t Always Wear White (Bon Jovi, Sambora)
3. Prostitute (4:28) (Bon Jovi, Sambora)
4. Lonely at the Top (4:14) (Bon Jovi, Sambora)
5. When She Comes (3:29) (Bon Jovi, Sambora)
6. The End (3:39) (Bon Jovi, Sambora, David Bryan)

### Bonus-CD der australasiatischen Tour Edition von 1996
1. This Ain’t a Love Song (Live) (6:23) (Bon Jovi, Sambora, Child)
2. I Don’t Like Mondays (Live) (5:57) (Bob Geldof)
3. Livin’ on a Prayer (Live) (5:55) (Bon Jovi, Sambora, Child)
4. You Give Love a Bad Name (Live) (3:40) (Bon Jovi, Sambora, Child)
5. Wild in the Streets (Live) (4:55) (Bon Jovi)

### Bonus-CD der europäischen Special Edition von 1996
1. Fields of Fire (4:10) (Bon Jovi)
2. I Thank You (3:14) (Isaac Hayes, David Porter)
3. Mrs. Robinson (Live) (3:21) (Paul Simon)
4. Let’s Make It Baby (6:19) (Bon Jovi, Sambora, Child)
5. I Don’t Like Mondays (Live) (5:58) (Geldof)
6. Crazy (Live) (3:29) (Willie Nelson)
7. Tumblin’ Dice (Live) (4:17) (Mick Jagger, Keith Richards)
8. Heaven Help Us (Live) (4:34) (Ron Miller)

### Bonus-CD der japanischen Special Edition von 1998
1. This Ain’t a Love Song (Live) (6:23) (Bon Jovi, Sambora, Child)
2. Hey God (Live) (7:09) (Bon Jovi, Sambora)
3. These Days (Live) (5:49) (Bon Jovi, Sambora)
4. Something for the Pain (Live) (5:27) (Bon Jovi, Sambora, Child)
5. (It’s Hard) Letting You Go (Live) (6:29) (Bon Jovi)
6. Rocking in the Free World (Live) (5:54) (Neil Young)
7. 634-5789 (3:10) (Steve Cropper, Eddie Floyd)
8. All I Want Is Everything (5:16) (Bon Jovi, Sambora)
9. Bitter Wine (4:34) (Bon Jovi, Sambora)

### Coverversionen
- „I Don’t Like Mondays“ ist eine The-Boomtown-Rats-Coverversion. Das Lied wurde ursprünglich 1979 auf dem Album The Fine Art of Surfacing veröffentlicht.
- „I Thank You“ ist eine Sam-&-Dave-Coverversion. Das Lied wurde ursprünglich 1968 auf dem Album I Thank You veröffentlicht.
- „Mrs. Robinson“ ist eine Simon-&-Garfunkel-Coverversion. Das Lied wurde ursprünglich 1968 auf dem Album Bookends veröffentlicht.
- „Crazy“ ist eine Willie-Nelson-Coverversion. Das Lied wurde ursprünglich 1962 auf dem Album ...And Then I Wrote veröffentlicht.
- „Tumblin’ Dice“ ist eine The-Rolling-Stones-Coverversion. Das Lied wurde ursprünglich 1972 auf dem Album Exile on Main St. veröffentlicht.
- „Heaven Help Us“ ist eine Stevie-Wonder-Coverversion. Das Lied wurde ursprünglich 1970 auf dem Album Signed, Sealed & Delivered veröffentlicht.
- „Rocking in the Free World“ ist eine Neil-Young-Coverversion. Das Lied wurde ursprünglich 1989 auf dem Album Freedom veröffentlicht.
- „634-5789“ ist eine Wilson-Pickett-Coverversion. Das Lied wurde ursprünglich 1966 auf dem Album The Exciting Wilson Pickett veröffentlicht.

### Wissenswertes zur Bonus-CD der französischen Special Edition von 1995
- Die Liveversion von „Always“ wurde 1994 im Théâtre Saint-Denis in Montreal aufgenommen und erstmals auf der 1995 erschienenen Single Someday I’ll Be Saturday Night veröffentlicht.
- Der Song „Good Guys Don’t Always Wear White“ wurde ursprünglich 1994 auf dem Soundtrack zum Film Machen wir’s wie Cowboys (engl. Originaltitel: The Cowboy Way) veröffentlicht.
- Die Songs „Prostitute“, „Lonely at the Top“, „When She Comes“ und „The End“ wurden für den internationalen Markt auf der 1995 erschienenen Single This Ain’t a Love Song veröffentlicht.

### Wissenswertes zur Bonus-CD der australasiatischen Tour Edition von 1996
- Die Liveversionen von „This Ain’t a Love Song“, „I Don’t Like Mondays“ „Livin’ on a Prayer“, „You Give Love a Bad Name“ und „Wild in the Streets“ wurden 1995 im Wembley-Stadion in London aufgenommen und ursprünglich auf der 1995 erschienenen Single Something for the Pain veröffentlicht.

### Wissenswertes zur Bonus-CD der europäischen Special Edition von 1996
- Der Song „Fields of Fire“ wurde während der Aufnahmen des Albums Keep the Faith eingespielt und erstmals auf dieser Special Edition veröffentlicht.
- Die Coverversion „I Thank You“ wurde erstmals auf dieser Special Edition veröffentlicht.
- Die Live-Coverversion „Mrs. Robinson“ wurde 1996 in den Riverside Studios in London während der Fernsehshow TFI Friday aufgenommen und erstmals auf dieser Special Edition veröffentlicht.
- Der Song „Let’s Make It Baby“ wurde während der Aufnahmen des Albums New Jersey eingespielt und erstmals auf dieser Special Edition veröffentlicht.
- Die Live-Coverversion „I Don’t Like Mondays“ wurde 1995 im Wembley-Stadion in London aufgenommen und ursprünglich auf der 1995 erschienenen Single Something for the Pain veröffentlicht.
- Die Live-Coverversion „Crazy“ wurde 1995 im Count Basie Theatre in Red Bank aufgenommen erstmals auf dieser Special Edition veröffentlicht. Die Besonderheit ist, dass für diese Liveaufnahme Schlagzeuger Tico Torres den Gesang übernahm.
- Die Live-Coverversion „Tumblin’ Dice“ wurde 1995 im Count Basie Theatre in Red Bank aufgenommen erstmals auf dieser Special Edition veröffentlicht. Die Besonderheit ist, dass für diese Liveaufnahme Keyboarder David Bryan den Gesang übernahm.
- Die Live-Coverversion „Heaven Help Us“ wurde 1995 im Count Basie Theatre in Red Bank aufgenommen erstmals auf dieser Special Edition veröffentlicht. Die Besonderheit ist, dass für diese Liveaufnahme Gitarrist Richie Sambora den Gesang übernahm.

### Wissenswertes zur Bonus-CD der japanischen Special Edition von 1998
- Die Liveversion von „This Ain’t a Love Song“ wurde 1995 im Wembley-Stadion in London aufgenommen und ursprünglich auf der 1995 erschienenen Single Something for the Pain veröffentlicht.
- Die Liveversionen von „Hey God“, „These Days“, „(It’s Hard) Letting You Go“ und die Live-Coverversion „Rocking in the Free World“ wurden 1995 im Athletic Stadion in Johannesburg aufgenommen und ursprünglich auf der 1996 erschienenen Single These Days veröffentlicht.
- Die Liveversion von „Something for the Pain“ wurde 1995 in Miami Arena in Miami aufgenommen und ursprünglich auf der 1995 erschienenen Single Lie to Me veröffentlicht.
- Die Coverversion „634-5789“ wurde ursprünglich auf der 1996 erschienenen Single These Days veröffentlicht.
- Der Song „All I Want Is Everything“ wurde ursprünglich als Bonustrack vieler internationaler Editionen des Albums veröffentlicht.
- Der Song „Bitter Wine“ wurde ursprünglich als Bonustrack vieler internationaler Editionen des Albums veröffentlicht. Eine interessante Randnotiz ist, dass der Song auf dieser japanischen Special Edition gleich zweimal in derselben Version vorhanden ist: einmal als Track 13 auf der regulären CD und einmal als Track 9 auf der Bonus-CD.

### Wissenswertes zur Special Edition von 2010
- Über beide Liveaufnahmen, die der Special Edition von 2010 hinzugefügt wurden, ist nur bekannt, dass sie während der These-Days-Tour aufgenommen wurden. Bei der Liveversion von „This Ain’t a Love Song“ handelt es sich also nicht um dieselbe Liveaufnahme, die auf der Bonus-CD der japanischen Special Edition von 1998 enthalten ist.

## Informationen zu einzelnen Liedern
Der Titel-Track These Days handelt von vielen Schwierigkeiten, die die Menschen unserer Zeit zu bewältigen haben. Während der Lost-Highway-Tour sang daher häufig Richie den Song, wegen all der Probleme, die er im Jahr 2007 durchleben musste. Der Albumtitel taucht auch außerhalb des Titelliedes öfter in Zeilen einzelner Songs auf, so zum Beispiel in Hey God und in My Guitar Lies Bleeding in My Arms.
Von der Single This Ain’t a Love Song gibt es eine spanische Version, Como Yo Nadie Te Ha Amado, die auch von mehreren lateinamerikanischen Interpreten gesungen wurde, das erfolgreichste Cover ist von der mexikanischen Sängerin Yuridia.

## Rezeption
Die Fans sind geteilter Meinung über das Album. Die einen schätzen die lyrische Hochwertigkeit (zumindest im Vergleich zu vorangegangenen Alben) und die Wandelbarkeit der Band, die anderen halten das Album für weinerlich, zu dunkel und damit vollkommen untypisch für Bon Jovi und sind deswegen enttäuscht.
Ähnlich wie die Fans waren auch die Kritiker von den düsteren Klängen von These Days eher negativ überrascht. Das Magazin Rock Hard etwa vergab lediglich die Hälfte der möglichen zehn Punkte, was Thomas Kupfer folgendermaßen rechtfertigte: „Nach dem unglaublichen Erfolg von Cross Road – weltweit zwölf Millionen, alleine in Deutschland 1,5 davon – war zu erwarten, dass Bon Jovi auch bei seinem neuen Album auf ruhigere Klänge setzt. Zu gut aufgegangen ist das Konzept, die Radiostationen flächendeckend mit Balladen zu überziehen. Dass New Jersey’s Finest nach dem eher experimentell ausgefallenen Studioalbum Keep the Faith diesen Gedanken aber auf so drastische Art und Weise in die Tat umsetzen, überrascht. Zyniker werden These Days als gelungene EP mit einer Unmenge überflüssiger Bonus-Tracks bezeichnen – eine Klassifizierung, die man auch nach mehrmaligem Hören der Scheibe stehen lassen kann. So richtig fest setzten sich in den Gehörgängen lediglich der fulminante Opener Hey God, der von der eben absolvierten Stadiontour bekannt sein dürfte, das an Def Leppards Let’s Get Rocked erinnernde Something for the Pain und die etwas kitschige Singleauskopplung This Ain’t a Love Song. Nach weiteren Durchläufen gehen auch das in bester Springsteen-Manier stehende Titelstück und das getragene My Guitar Lies Bleeding In My Arms als „gut“ durch, aber dann? Belanglose Säuselsongs machen den Rest des Albums aus und präsentieren den Mann, dessen Name stets synonym für exzellente Melodoc Rock-Scheiben stand, in erschreckend schwacher Form. Wenn da der unglaubliche Erfolg mal nicht mit zunehmendem Ideenverlust und mangelnder Kreativität einhergeht.“

## Kommerzieller Erfolg

### Chartplatzierungen
Das Album war in Europa weitaus erfolgreicher als im Heimatland der Band, den USA; dort erreichte das Album lediglich Platz 9 der Billboard 200 und es charteten nur zwei Singles. In den österreichischen Charts hielt sich das Album 5 Wochen auf Platz 1 und 19 Wochen in den Charts und wurde mit Platin ausgezeichnet.
| ChartsChartplatzierungen       | Höchstplatzierung | Wochen |
| ------------------------------ | ----------------- | ------ |
| Deutschland (GfK)              | 1 (66 Wo.)        | 66     |
| Österreich (Ö3)                | 1 (19 Wo.)        | 19     |
| Schweiz (IFPI)                 | 1 (19 Wo.)        | 19     |
| Vereinigte Staaten (Billboard) | 9 (20 Wo.)        | 20     |
| Vereinigtes Königreich (OCC)   | 1 (56 Wo.)        | 56     |

| ChartsJahrescharts (1995)    | Platzierung |
| ---------------------------- | ----------- |
| Deutschland (GfK)            | 13          |
| Österreich (Ö3)              | 10          |
| Schweiz (IFPI)               | 20          |
| Vereinigtes Königreich (OCC) | 22          |

| ChartsJahrescharts (1996)    | Platzierung |
| ---------------------------- | ----------- |
| Deutschland (GfK)            | 31          |
| Österreich (Ö3)              | 49          |
| Vereinigtes Königreich (OCC) | 82          |

### Auszeichnungen für Musikverkäufe
In den USA erreichte das Album Platin, Doppel-Platin in Kanada, und Gold in Deutschland.
| Land/Region                  | Auszeichnungen für Musikverkäufe (Land/Region, Auszeichnung, Verkäufe) | Verkäufe  |
| ---------------------------- | ---------------------------------------------------------------------- | --------- |
| Australien (ARIA)            | Platin                                                                 | 70.000    |
| Belgien (BRMA)               | Gold                                                                   | (25.000)  |
| Deutschland (BVMI)           | Gold                                                                   | (250.000) |
| Europa (IFPI)                | 3× Platin                                                              | 3.000.000 |
| Finnland (IFPI)              | Platin                                                                 | (64.725)  |
| Frankreich (SNEP)            | 2× Gold                                                                | (200.000) |
| Japan (RIAJ)                 | 3× Platin                                                              | 600.000   |
| Kanada (MC)                  | 2× Platin                                                              | 200.000   |
| Neuseeland (RMNZ)            | Gold                                                                   | 7.500     |
| Niederlande (NVPI)           | Platin                                                                 | (100.00)  |
| Österreich (IFPI)            | Platin                                                                 | (50.000)  |
| Schweiz (IFPI)               | Platin                                                                 | (50.000)  |
| Spanien (Promusicae)         | 2× Platin                                                              | (200.00)  |
| Vereinigte Staaten (RIAA)    | Platin                                                                 | 1.000.000 |
| Vereinigtes Königreich (BPI) | 2× Platin                                                              | (600.000) |
| Insgesamt                    | 5× Gold · 18× Platin ·                                                 | 4.877.500 |

Hauptartikel: Bon Jovi/Auszeichnungen für Musikverkäufe